# Pyruvate
Als Pyruvate bezeichnet man Salze und Ester der Brenztraubensäure.
Das Wort “Pyruvat” stammt vom griechischen Wort “purus,” was “Feuer” oder “brennend” bedeutet, und dem lateinischen “-ate,” das in chemischen Bezeichnungen für Salze oder Ester verwendet wird.

## Salze

Strukturformel von Pyruvat

Das Anion der Brenztraubensäure, Pyruvat, stellt ein wichtiges Zwischenprodukt im aeroben und anaeroben Stoffwechsel dar.
Es entsteht beispielsweise im Cytoplasma einer Zelle, wenn Glucose im Rahmen der Glycolyse zweifach phosphoryliert und abgebaut wird.
Der Abbau läuft über die Zwischenprodukte GAP und Phosphoenolpyruvat.

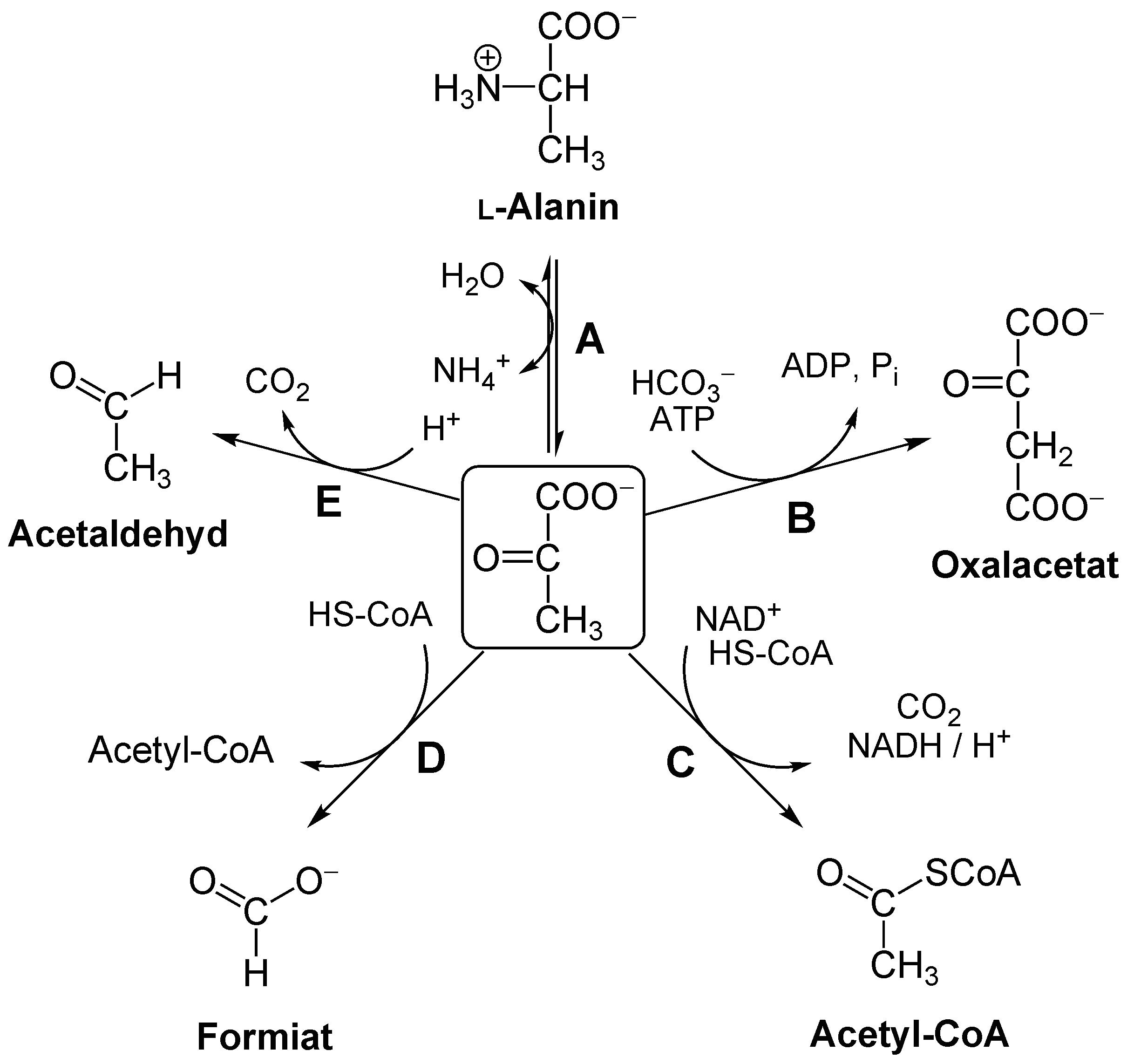
Beispiele einiger biochemischer Reaktionen mit Pyruvat.

Hierbei gewinnt die Zelle pro Mol Glucose neben 2 Mol Brenztraubensäure noch 2 Mol ATP und 2 Mol NADH+H+.Pyruvat ist eine energiereiche Verbindung und kann im Citratzyklus (auch Zitratzyklus, Zitronensäurezyklus, Tricarbonsäurezyklus oder Krebs-Zyklus genannt) weiter abgebaut werden. Aus den bei der Glycolyse (aus einem Mol Glucose) gewonnenen 2 Mol Pyruvat entstehen in den Mitochondrien der Zelle dabei 6 Mol CO2, 8 Mol NADH+H+, 2 Mol FADH2 und 2 Mol ATP.
Durch Transaminierung von Pyruvat (Reaktionspartner L-Glutaminsäure) entsteht L-Alanin (Ala) (vgl. Bild, A). Damit erfolgt die Anbindung an den Stoffwechsel der Aminosäuren (vgl. Glucose-Alanin-Zyklus, eine Variante des bekannten Cori-Zyklus).Gleichzeitig erfolgt bei Pyruvat die Weichenstellung zwischen dem Eintritt über die Pyruvatcarboxylase für die Gluconeogenese (B) oder dem Eintritt in den Citratzyklus über den Pyruvatdehydrogenase-Multienzymkomplex (Energiemangel-Situation, Bildung von Acetyl-CoA) (C). Unter anaeroben Bedingungen kann sie aber auch zu Milchsäure oder Ethanol verstoffwechselt werden (siehe Gärung).
Bei der anaeroben Ameisensäuregärung verstoffwechseln Bakterien Pyruvat mithilfe der Formiatacetyltransferase zu Ameisensäure (D). Im ersten Schritt der alkoholischen Gärung wird Pyruvat bei Pflanzen, Pilzen und einigen Bakterien mittels der Pyruvatdecarboxylase zu Acetaldehyd abgebaut (E). Pyruvat kann mit Hilfe der Lactatdehydrogenase (LDH) zu Lactat reagieren, das im anabolen und katabolen Stoffwechsel weiterverwendet werden kann.
Das Stoffwechselprodukt Brenztraubensäure wird bei Zellschädigungen zum Beispiel toxischer, hypoxischer oder hypovitaminotischer Art in Serum und Harn konzentriert; gleichermaßen erfolgt eine Glycogenverarmung in Leber und Muskulatur.

## Ester

Strukturformel von Brenztraubensäureethylester

Die Brenztraubensäureester gehören zur Stoffgruppe der Ketoester. Sie lassen sich durch Oxidation von Milchsäureester mit Kaliumpermanganat gewinnen.